# Zawichost
Zawichostⓘ é uma cidade no sudeste da Polônia. Pertence à voivodia da Santa Cruz, no condado de Sandomierz. É a sede da comuna urbano-rural de Zawichost. Está localizada na região da Pequena Polônia, na terra de Sandomierz, na margem do desfiladeiro do rio Vístula na Pequena Polônia. Possui direitos municipais desde pelo menos 1255.
Estende-se por uma área de 7,9 km², com 951 habitantes, segundo o censo de 31 de dezembro de 2024, com uma densidade populacional de 119,8 hab./km².
No último quarto do século XVI, Zawichost era uma cidade do convento das clarissas de Cracóvia, na voivodia de Sandomierz. Hoje, a cidade é conhecida principalmente pelos boletins diários transmitidos pelo Program I da Rádio Polonesa sobre o estado das águas dos maiores rios do país.

## Localização
A cidade está localizada às margens do rio Vístula, em um alto terraço calcário na margem esquerda do rio. Nas proximidades da cidade, há depósitos de calcário e argila silicosa. Zawichost está localizada a cerca de 17 km a nordeste de Sandomierz. A cidade é atravessada pela estrada provincial n.º 777, que liga Sandomierz a Maruszów, e pela estrada provincial n.º 755, que liga Kosin a Ostrowiec Świętokrzyski. Em Zawichost, há uma travessia de balsa pelo rio Vístula, criada com a autorização do rei Sigismundo Augusto.
A cidade é atravessada pela trilha turística vermelha que vai de Gołoszyce a Piotrowice.

## Demografia
Conforme os dados do Escritório Central de Estatística da Polônia (GUS) de 31 de dezembro de 2024, Zawichost é uma cidade muito pequena com uma população de 1 584 habitantes (34.º lugar na voivodia de Santa Cruz e 928.º na Polônia), tem uma área de 20,3 km² (9.º lugar na voivodia de Santa Cruz e 303.º lugar na Polônia) e uma densidade populacional de 78 hab./km² (49.º lugar na voivodia de Santa Cruz e 986.º lugar na Polônia). Entre 2002–2024, o número de habitantes diminuiu 17,4%.
Os habitantes de Zawichost constituem cerca de 2,22% da população do condado de Sandomierz, constituindo 0,14% da população da voivodia de Santa Cruz.
| Descrição                         | Total      | Total    | Mulheres   | Mulheres | Homens     | Homens   |
| --------------------------------- | ---------- | -------- | ---------- | -------- | ---------- | -------- |
| unidade                           | habitantes | %        | habitantes | %        | habitantes | %        |
| população                         | 1 584      | 100      | 805        | 50,8     | 779        | 49,2     |
| área                              | 20,3 km²   | 20,3 km² | 20,3 km²   | 20,3 km² | 20,3 km²   | 20,3 km² |
| densidade populacional (hab./km²) | 78         | 78       | 39,6       | 39,6     | 38,4       | 38,4     |

## História
Zawichost foi fundada num importante cruzamento rodoviário estratégico, que permitia controlar as travessias do rio Vístula. Durante o reinado de Boleslau II, foi aqui construída a colegiada românica da Assunção de Nossa Senhora. A primeira menção a Zawichost vem da Bula pontifíciabula do papa Eugênio III de 1148. Na época, havia aqui uma castelania com um povoado mercantil localizado perto da travessia do rio Vístula e um cruzamento de importantes rotas comerciais perto da igreja da Santíssima Trindade. Desde o final do século XII, era a sede do arcediago e havia três paróquias, enquanto Sandomierz, até à época da fundação, tinha somente uma. Em 1205, na batalha de Zawichost, os príncipes Lesco I, o Branco e Conrado da Mazóvia derrotaram as tropas do príncipe Romano de Halicz, que morreu durante a batalha.

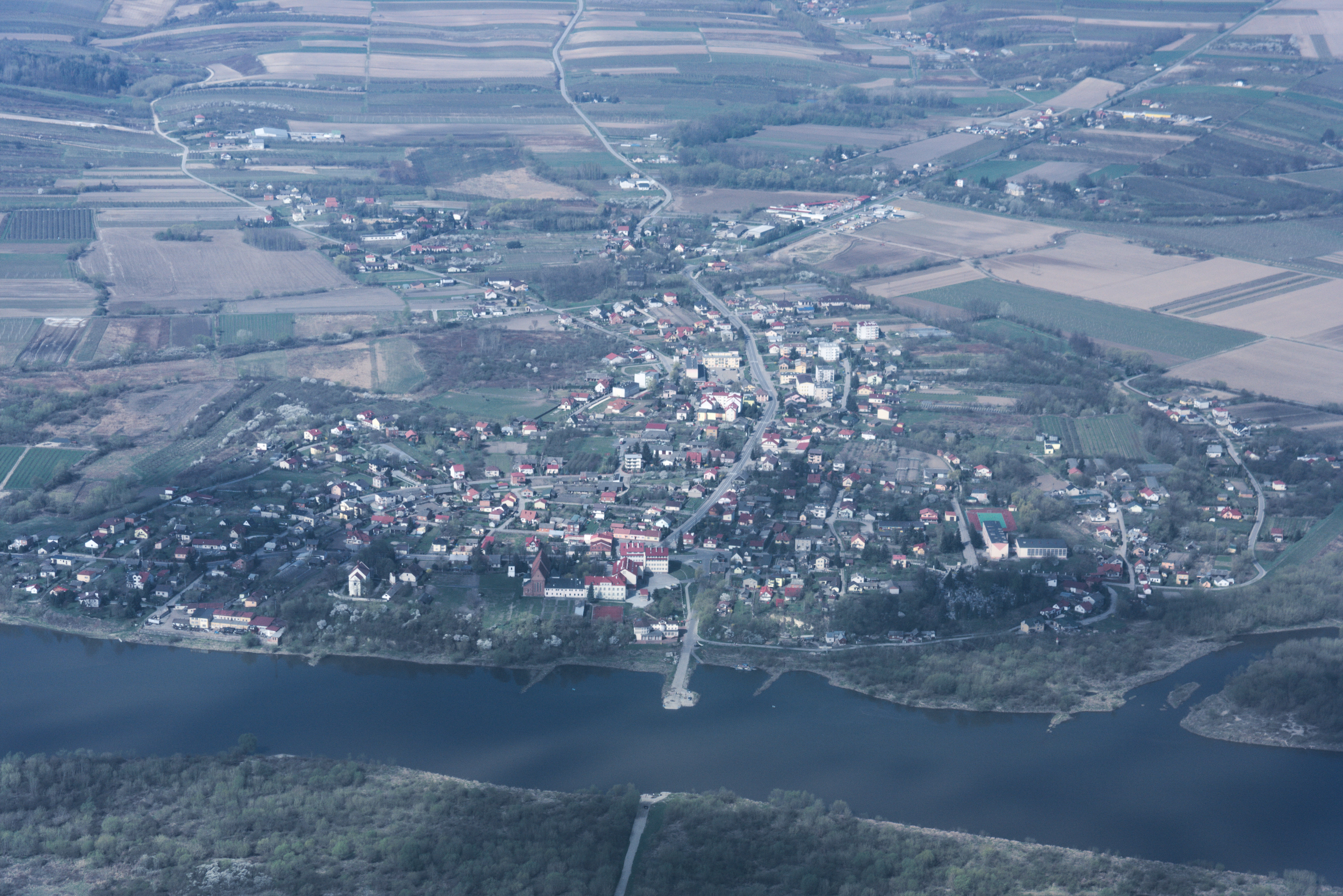
Vista para Zawichost

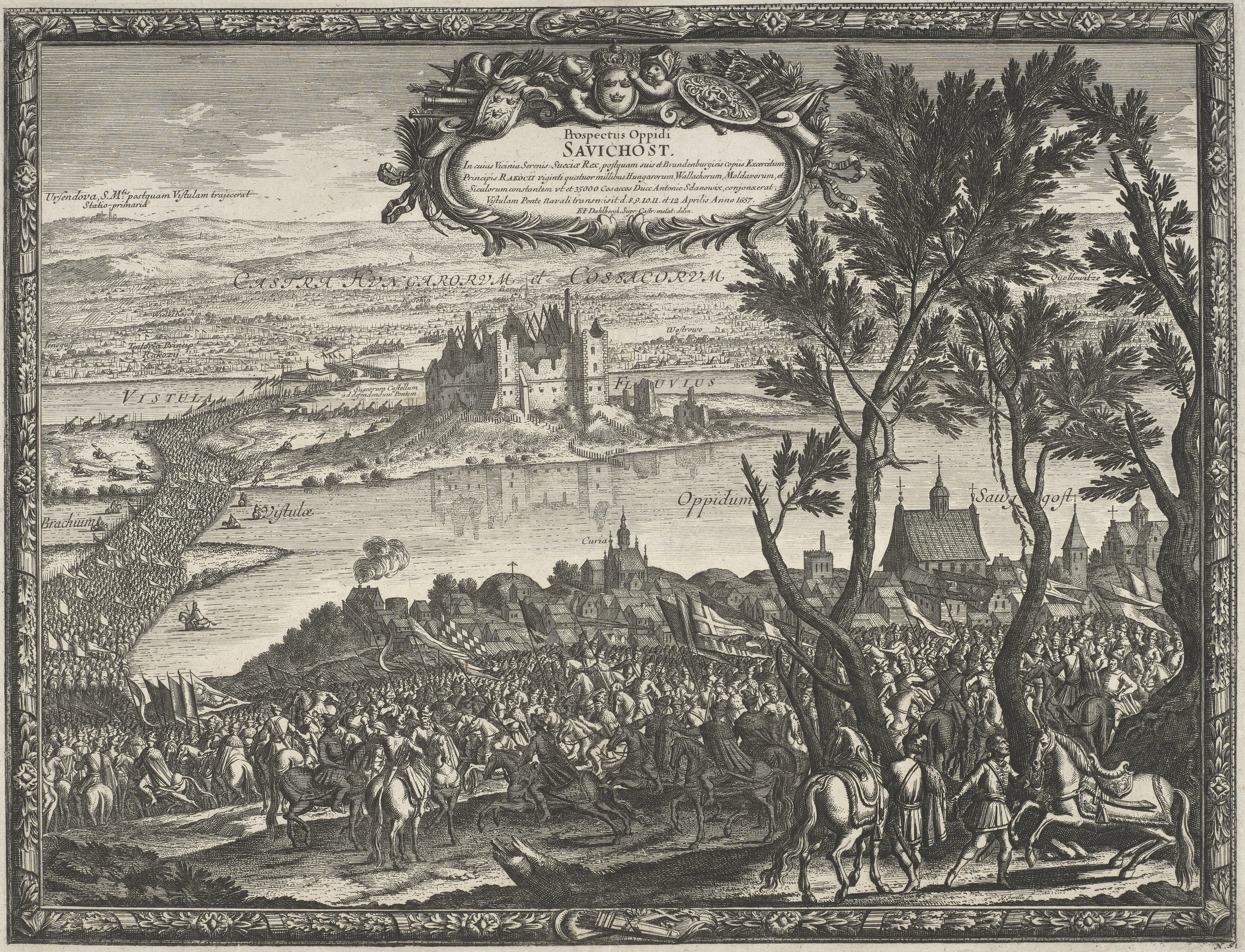
Vista de Zawichost com o castelo destruído ao fundo, 1656

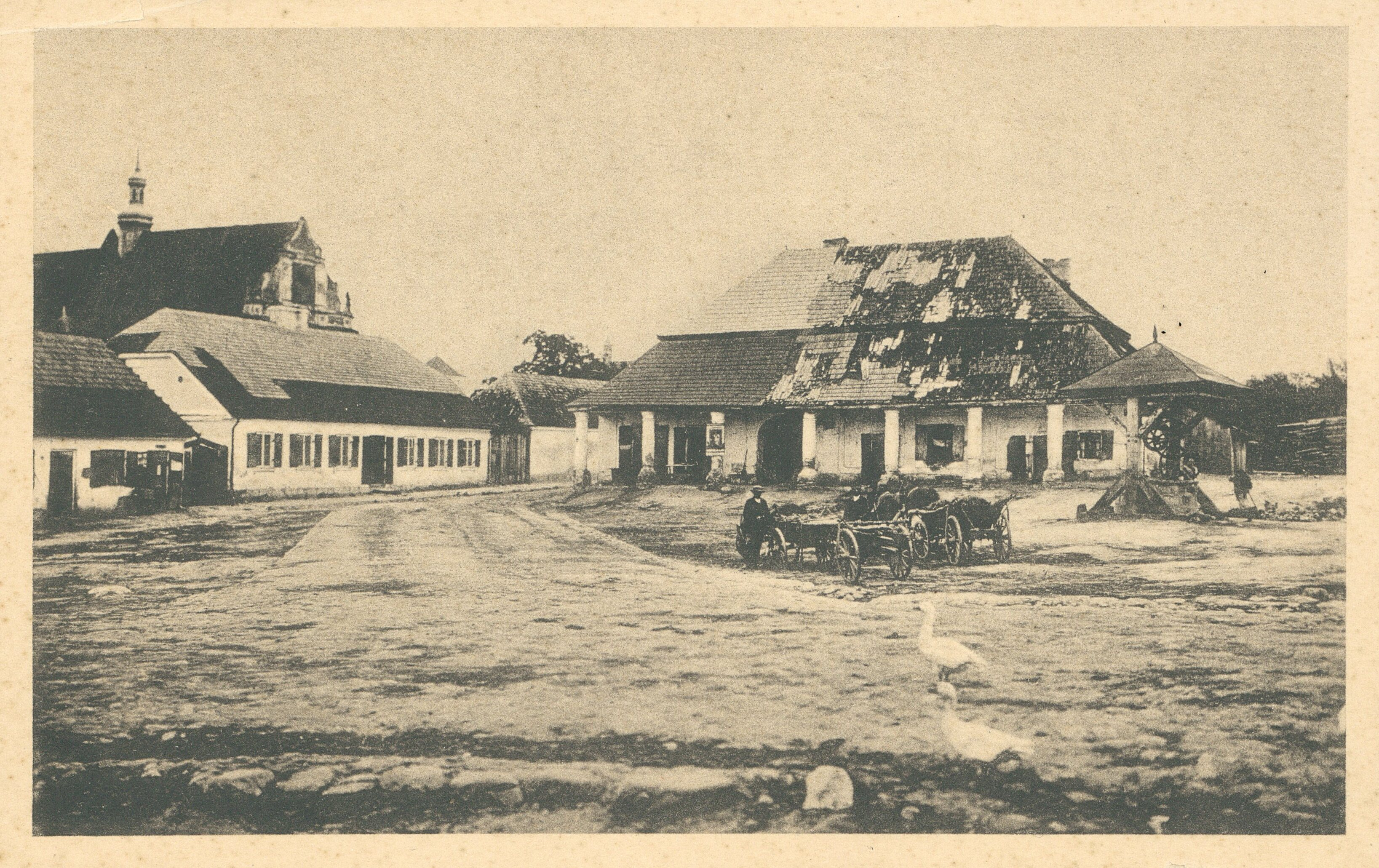
Praça principal por volta de 1915

A data exata da concessão dos direitos municipais a Zawichost não é conhecida, mas presume-se que tenha ocorrido antes de 1255. Zawichost foi destruída durante as sucessivas invasões tártaras em 1241, 1259 e 1500. No entanto, a cidade foi rapidamente reconstruída após as derrotas.
Em 1257, o grão-duque Boleslau V concedeu a cidade e 25 povoados vizinhos ao convento das clarissas fundado em Zawichost. O privilégio de fundação concedia a Zawichost 44 łany como dote, bem como o direito de realizar feiras, fabricar cerveja e cobrar impostos sobre o cobre e o chumbo transportados pelo rio Vístula. A partir do século XIV, Zawichost foi uma cidade real e sede de um distrito administrativo. Durante o reinado de Casimiro, o Grande, o convento foi fortificado. O rei também construiu aqui um castelo defensivo para proteger a travessia do rio Vístula. Zawichost tinha, na época, 540 habitantes. Em 1353, ocorreu uma invasão lituana a Zawichost.
O maior apogeu da cidade ocorreu nos séculos XV e XVI. Naquela época, Zawichost estava localizada na rota comercial que ligava Cracóvia à Lituânia e ao Grão-Principado de Moscou. A cidade lucrava com os impostos cobrados sobre as mercadorias transportadas pelo rio Vístula. O artesanato (entre outros, a fabricação de cerveja) desenvolveu-se. Em 1564, a cidade tinha uma prefeitura, uma casa de banhos, uma maltaria, quatro açougues e 126 casas.
Zawichost foi destruída durante a invasão sueca em 1655 e a invasão de Jerzy II Rakoczy em 1657. Os invasores incendiaram o castelo, cujas muralhas não reconstruídas ruíram no rio Vístula em 1813, durante uma grande enchente. Em 1666, a cidade foi assolada por um grande incêndio e uma peste – desgraças que mataram a maioria dos habitantes. Seus corpos foram provavelmente enterrados em uma pequena colina na parte sul da cidade, onde hoje se ergue uma cruz de ferro e, ao lado, um abrigo subterrâneo austríaco de concreto da Primeira Guerra Mundial. Após esses eventos, a cidade entrou em declínio. Seus problemas se agravaram após as partições da Polônia, após as quais Zawichost se tornou uma cidade fronteiriça.
No início do século XVIII, perto de Zawichost, foi fundada a cidade de Starostów (mais tarde renomeada Prosperów), habitada principalmente por judeus. Em 1820, ela foi anexada a Zawichost. Estabeleceu-se então a divisão entre a “cidade polonesa”, localizada às margens do rio Vístula, e a “cidade judaica”, um pouco mais distante do rio. A fronteira era marcada por uma cruz de pedra localizada na atual rua Żeromskiego.
Em 1827, a cidade unificada tinha 281 casas (mas somente 5 de alvenaria) e 2 320 habitantes. Em Zawichost, realizavam-se duas feiras por semana. Ao longo do ano, havia 12 feiras na cidade. Em 7 de junho de 1888, Zawichost perdeu os seus direitos municipais. No século XIX, funcionavam na cidade: uma fábrica de tijolos, uma olaria, duas fábricas de cal e oficinas artesanais. Em 1 de janeiro de 1926, Zawichost recuperou os seus direitos municipais.
Durante a Ocupação da Polónia (1939-1945)ocupação alemã, os alemães criaram aqui um gueto, no qual foram mantidos cerca de 5 mil judeus. Ele funcionou até 22 de outubro de 1942, dia em que os alemães deportaram seus habitantes para o campo de extermínio em Bełżec.
Em 1944, Zawichost foi palco de combates ferozes pela conquista de uma ponte sobre o rio Vístula. Durante os combates, a cidade foi quase totalmente destruída. Nos anos pós-guerra, Zawichost foi reconstruída.
Entre 1975 e 1998, Zawichost pertenceu administrativamente à voivodia de Tarnobrzeg.

## Monumentos históricos

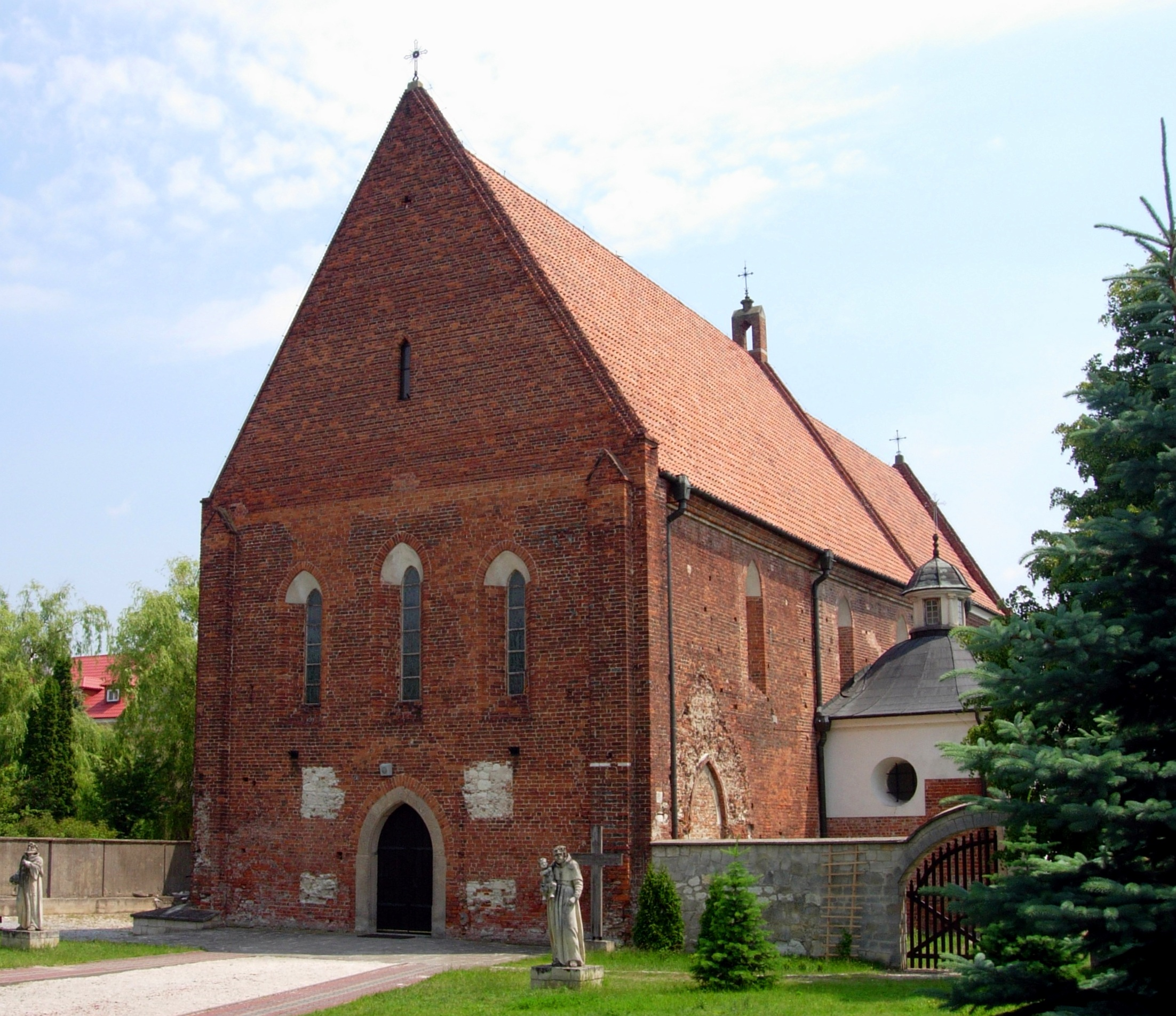
Igreja de São João Batista (1244–1257)

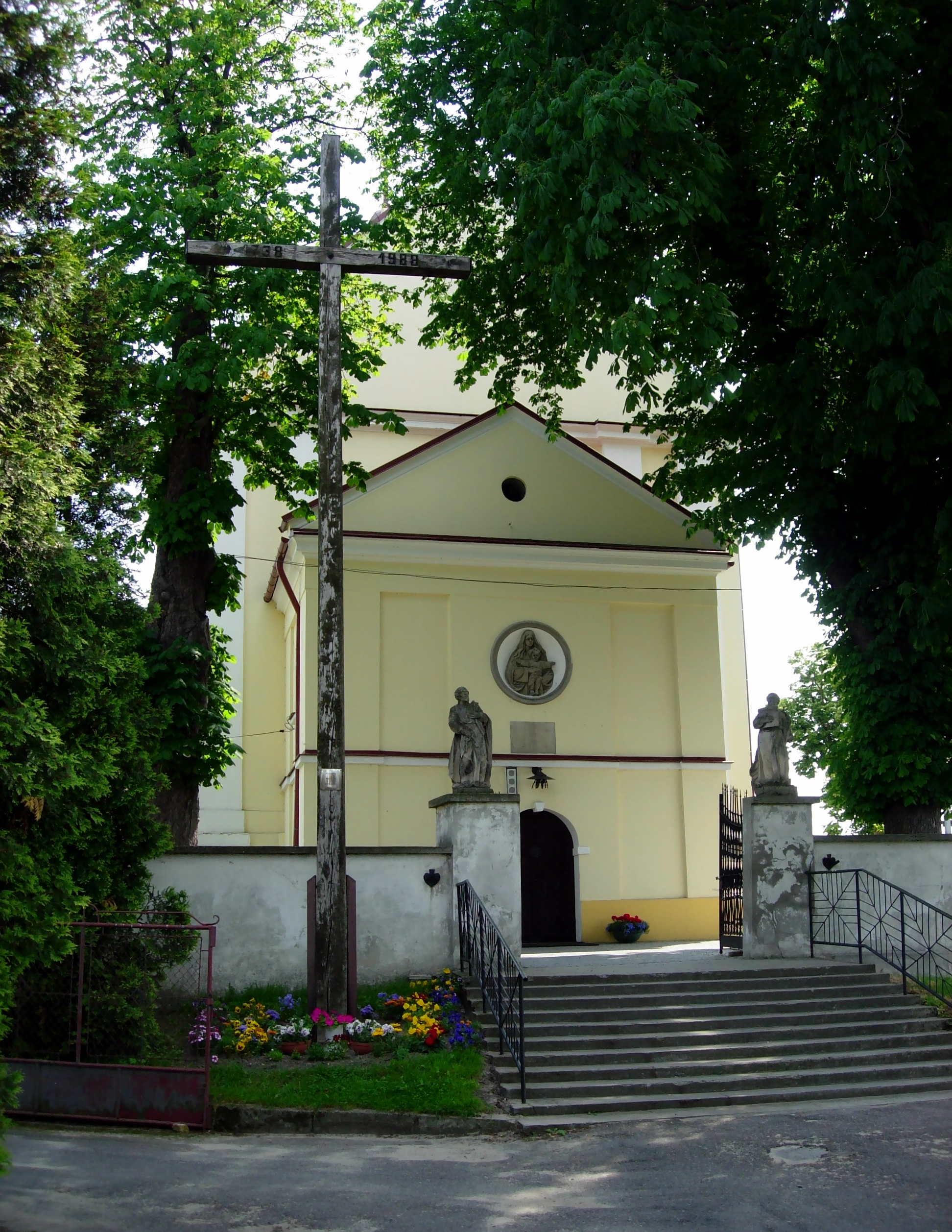
Igreja da Assunção da Santíssima Virgem Maria

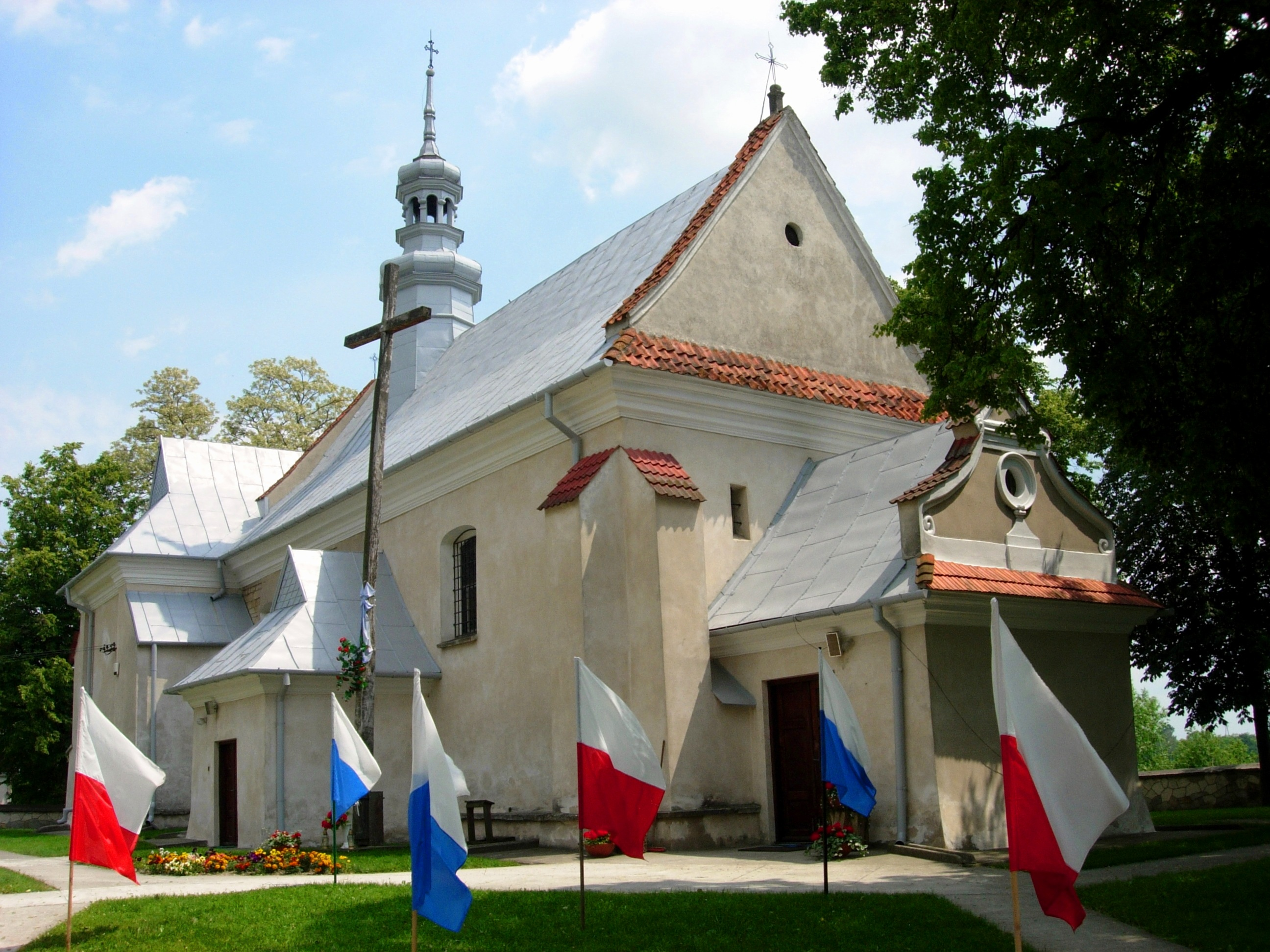
Igreja da Santíssima Trindade

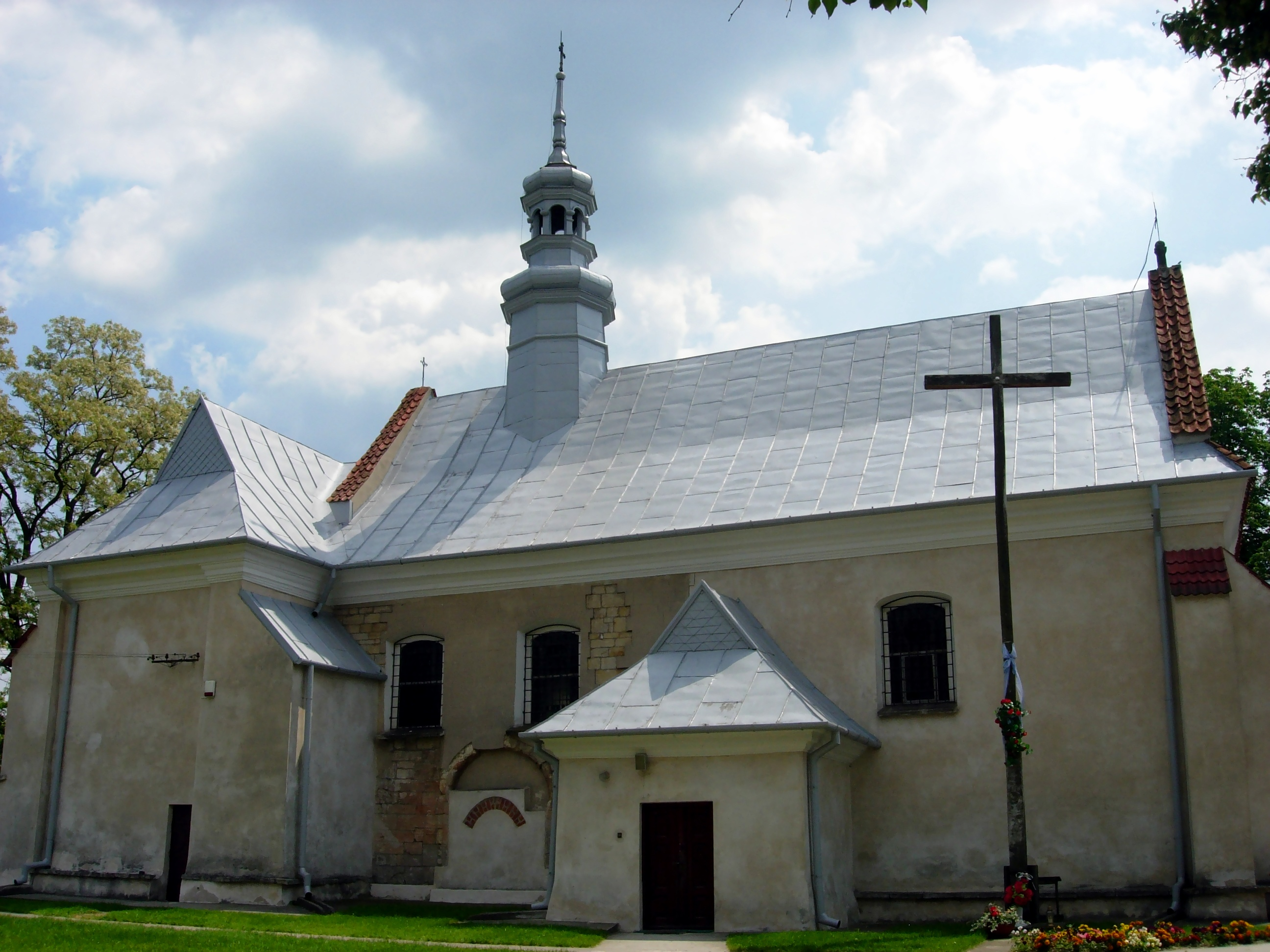
Igreja da Santíssima Trindade

- Igreja de São João Batista,[14] construída entre 1244 e 1257, juntamente com um convento em estilo gótico primitivo para a ordem das clarissas, fundada pelo grão-duque Boleslau V, como dote para sua irmã Salomé. Em 1255, o grão-duque Boleslau fundou junto ao convento o hospital de São Francisco, que era administrado pela ordem franciscana. Em 1257, as clarissas deixaram o convento e mudaram-se para o convento no vale de Prądnik.[15] Em 1258, a princesa de Cracóvia, Grzymisława de Łuck foi enterrada na igreja. Em 1264, as clarissas mudaram-se para o convento em Skała, perto de Cracóvia, e em Zawichost permaneceram somente os frades franciscanos. Os edifícios foram destruídos por um incêndio em 7 de setembro de 1353, durante a invasão dos lituanos. Em 1412, o convento foi parcialmente demolido pelo castelão de Sandomierz, Michał Czyżowski, que pretendia utilizar os materiais obtidos com a demolição para a construção do castelo em Czyżów Szlachecki. Em 1548, o dissidente Stanisław Dębiński, que arrendava a cidade, destruiu o túmulo venerado da princesa Grzymisława e o interior do mosteiro. Entre 1600 e 1633, foi realizada a restauração do mosteiro e da igreja destruídos, aos quais foi dada uma forma barroca, decorando a fachada com figuras de São Francisco e São João Batista (atualmente na praça em frente à igreja). Em 1628, foi renovada a capela de Nossa Senhora do Rosário. Em 1752, foi construída a capela barroca de Nossa Senhora do Escapulário, no lado norte. Devido ao mau estado do convento, este foi restaurado em 1841. Em 1864, após a dissolução da ordem, os franciscanos tiveram de abandonar o convento, no qual foi instalada uma escola. Na década de 1930, o convento foi reformado e ampliado pelo arquiteto Kazimierz Skórewicz. Em 28 de julho de 1944, os edifícios da igreja e do convento foram bombardeados pelas tropas soviéticas, resultando em um incêndio que destruiu o interior, os tetos e os telhados. Somente a abóbada do presbitério sobreviveu. Após os danos causados pela guerra, a igreja foi restaurada em estilo gótico entre 1945 e 1949, sob a direção de Józef Jamroz, removendo os elementos barrocos. Outras obras de conservação foram realizadas na década de 1980. A igreja possui uma nave coberta por um teto e um presbitério alongado do século XIII com abóbada cruzada e uma abóbada estrelada do século XV na nave ocidental. À esquerda do presbitério, encontra-se o sacrário de 1542, feito por Szymon Pencza, e um fragmento de policromia do século XVI, enquanto à direita é visível um nicho gótico primitivo fechado por três arcadas ogivais (Sedilia). A sacristia, à esquerda do presbitério, possui uma abóbada de 1620/1630,[16] e a sala ao lado cartuchos com o brasão Pomian do bispo Maciej Łubieński e o Rawicz do bispo Paweł Wołucki. Entre o presbitério e a nave, há vestígios do antigo coro alto, na forma de um pórtico abobadado com três arcadas. À direita da nave, a partir da entrada, encontra-se o túmulo de Stanisław Opocki de Opoka e sua esposa Anna de Miłoszów Opocka, falecidos em 1629, que financiaram a reconstrução barroca da capela adjacente. Este túmulo foi financiado em 1672 pelo castelão de Wiślica, Piotr Opocki de Opoka. Do outro lado, encontra-se o túmulo de Zofia Słupecka de Bobrek, de 1633.[17][18] Ao norte, adjacentes à igreja, encontram-se as ruínas dos edifícios do convento franciscano e, ao sul, o campanário. A igreja, a ala leste do convento e o campanário do século XVIII, como complexo monástico franciscano, foram inscritos no registro de monumentos imóveis.[19]
- Igreja paroquial da Assunção da Bem-Aventurada Virgem Maria,[20] originalmente uma colegiada românica em planta de cruz com transepto equipado com abside, mencionada pela primeira vez em 1148. Após a sua destruição, foi construída no mesmo local uma igreja barroca, consagrada em 1744 e reconstruída no século XIX. Durante a Primeira Guerra Mundial, foi parcialmente destruída em 1914. Voltou a arder durante a Segunda Guerra Mundial, em 28 de julho de 1944. Nas caves da igreja encontram-se os vestígios do templo românico. Ao lado da igreja, encontra-se uma casa paroquial do século XIX e um campanário de alvenaria datado de meados do século XVIII. Está inscrita no registro de monumentos imóveis.[19].
- Igreja paroquial da Santíssima Trindade,[21] do século XIII, reconstruída em estilo barroco, com decoração tardia barroca. Na fachada oriental, podem ser observados vestígios do período românico, incluindo um arco semicircular tapado, enquanto na fachada norte da nave se encontra um portal românico tapado.[22] Juntamente com o campanário de madeira, está inscrito no registro de monumentos imóveis.[19]
- Plano urbanístico[19]
- Antigo cemitério paroquial[19]
- Obelisco de pedra utilizado para medir o nível da água no rio Vístula, na rua św. Leonarda
- Valas comuns de guerra de 1944 na rua Podgórze[19]
- Casa do século XIX, rua Żeromskiego 16[19]
- Cemitério paroquial em Trójca[19]

Monumentos não preservados
- Castelo real[23]
- Capela de São Maurício, da segunda metade do século XII, provavelmente fundada pelo príncipe Henrique de Sandomierz.[24] A capela foi descoberta durante pesquisas arqueológicas na área entre as igrejas de Nossa Senhora e São João. É um fragmento da abside de uma igreja românica destruída por um deslizamento de terra. Tinha uma planta quadrada com quatro absides (tetraconchos). Na abside ocidental, havia um matroneu (uma espécie de varanda) para o príncipe, sustentada por duas colunas.[24] Sob o solo, preservou-se somente um fragmento da abside ocidental, parte do contorno da abside norte, a parede ocidental e um fragmento da parede norte.[25] Atualmente, não há nenhum vestígio visível da capela. Uma capela semelhante é conhecida na Polônia somente em Wawel, e em outras regiões da Europa Central em Székesfehérvár, no mosteiro em Sázava, Schaffhausen, e a forma geralmente se originou do norte da Itália.[24]
- Casa com arcadas na praça principal.